# Ultraleichtfluggelände Hoym

i7
i11
i13
Das Ultraleichtfluggelände Hoym ist ein Ultraleichtfluggelände im Ortsteil Hoym der Stadt Seeland im Salzlandkreis in Sachsen-Anhalt. Der Platzhalter und Betreiber ist die Ultraleichtflugschule Hoym.

## Lage
Das Ultraleichtfluggelände liegt etwa 2 km südwestlich von Hoym.

## Flugbetrieb
Das Ultraleichtfluggelände besitzt eine Betriebsgenehmigung für Ultraleichtflugzeuge. Es ist mit einer 340 m langen und 30 m breiten Start- und Landebahn aus Gras (Richtung 10/28) ausgestattet. Nicht am Platz ansässige Piloten benötigen eine Genehmigung des Platzhalters, um in Hoym starten und landen zu dürfen (PPR).

## Zwischenfälle
Am 1. März 2020 geriet ein Ultraleichtflugzeug des Typs Tecnam P92 Echo nach dem Start vom Ultraleichtfluggelände Hoym im Anfangssteigflug in eine unkontrollierte Fluglage. Nach dem Aufprall auf dem Boden geriet das Ultraleichtflugzeug in Brand und wurde zerstört. Der 52-jährige Pilot und seine 36-jährige Passagierin wurden tödlich verletzt.